# Aurora Massip i Treig
Aurora Masip i Treig (Flix, 1971) és una periodista catalana que va ser portaveu del Govern de José Montilla.
Llicenciada en Ciències Econòmiques per la Universitat de Barcelona i en Periodisme per la Universitat Pompeu Fabra. Va estudiar el batxillerat a Flix i després va venir a Barcelona. Quan va acabar els seus estudis, va ser professora ajudant del Grau de Comunicació Audiovisual a la Pompeu Fabra, on va cursar el Doctorat en Periodisme. Al cap de dos anys, Josep Cuní li va proposar formar part de l'equip del seu nou programa a una nova emissora anomenada COM Ràdio. Va treballar amb ell durant onze anys en diversos programes de televisió i ràdio. Va ser editora del programa L’aventura quotidiana i guionista al programa Els Matins a TV3,on també presentava un espai d’economia. Ha col·laborat amb diversos mitjans de comunicació escrits, com la publicació Món Empresarial, on va ser directora durant tres anys, o Mundo Deportivo, on va col·laborar amb articles d’economia i esport. L’any 2007 va ser nomenada Directora General de Comunicació de la Generalitat amb funcions de Portaveu. L’any 2010, amb el canvi de Govern, va iniciar un nou projecte al Banc de Sang i Teixits com a Directora de Comunicació. La seva vinculació amb Flix ha estat molt estreta. Ha col·laborat en diverses ocasions amb els mitjans de comunicació locals Ràdio Flix i La Veu de Flix. Ha participat en la presentació de nombrosos actes institucionals que han tingut lloc a Flix.
En l’àmbit acadèmic, ha sigut coordinadora del Màster en Periodisme BCNY de la Universitat de Colúmbia i de la Universitat de Barcelona, on impartia classes de Llenguatge Radiofònic. A la UB ha fet classes d’Anàlisi dels discursos dels Mitjans de Comunicació al Grau de Comunicació i Indústries Culturals. Ha conduït diversos cursos de formació de comunicació i de portaveus per a entitats com la Fundació Vicente Ferrer, La Caixa, l'Institut Català del Sòl, l'empresa Tous, Bonpreu, entre d'altres.